# Georg Peters
Pour les articles homonymes, voir Peters.
Georg Peters (nom complet: Georg Bartelt Peters ; né le 29 mars 1908 à Marienhafe et mort le 3 août 1992 à Norden) est un homme politique allemand du SPD.

## Biographie

### Politique
Après avoir étudié à l'école primaire, Peters terminé un apprentissage de typographe, au cours duquel il rejoint le syndicat en 1923. Un an plus tard, il devient membre de la Jeunesse Socialiste Ouvrière et en 1926 du SPD. Après un certain temps comme compagnon itinérant, il  étudie au centre d'éducation des adultes puis l'école de travail. Pendant la Seconde Guerre mondiale, il est soldat de 1942 à 1945. Après la Seconde Guerre mondiale, il participe à la reconstruction du SPD en Frise orientale et en est devenu le président dans l'arrondissement de Norden. Il est également membre du comité du parti de l'association du district de Weser-Ems. Peters est député du Bundestag de 1949 à 1972. Il représente la circonscription d' Aurich-Emden et d'Emden-Leer en 1965 et 1969, le plus récemment avec 50,8% des votes.

### Autres mandats
De 1946 à 1949, de 1956 à 1964 et de 1972 à 1976, Peters est administrateur de l'arrondissement de Norden. À ce titre, il devient président du comité fondateur de l'Association allemande de protection des côtes de la mer du Nord en 1972. Il fait partie du comité constitutionnel de l'assemblée des arrondissements de Basse-Saxe. De 1964 à 1968, Peters est maire de Norden.

### Honneurs
- En 1970, Georg Peters reçoit l'insigne d'honneur d'argent de la Société allemande de sauvetage des naufragés (DGzRS)[1].
- En 1973, il reçoit le rang de commandeur de l'Ordre du Mérite de la République fédérale d'Allemagne pour l'œuvre de sa vie.
- La plaque Marie Juchacz de l'Arbeiterwohlfahrt lui est décernée en 1973.